# Czesław Uznański
Czesław Józef Uznański (ur. 7 grudnia 1930 w Sosnowcu, zm. 19 marca 2014 w Sosnowcu) – polski piłkarz (napastnik), reprezentant Polski, trener piłkarski, hokeista.

## Kariera piłkarska
Swoją karierę piłkarską rozpoczynał w drużynie Czarnych Sosnowiec. Wkrótce zasilił kadrę Stali Sosnowiec, z którą w 1949 r. wywalczył awans do ówczesnej II ligi.  W 1952 r. w ramach odbywania służby wojskowej został zawodnikiem wojskowego klubu OWKS Kraków (późniejszy Wawel). Dzięki temu 31 sierpnia 1952 r. zadebiutował w rozgrywkach I ligi. Był to występ w meczu OWKS Kraków – CWKS Warszawa (wynik 1:1), w którym w 54 minucie meczu zdobył swojego debiutanckiego gola na tym szczeblu rozgrywek. W 1953 r. wywalczył tytuł wicemistrza Polski. Po tym sukcesie powrócił do sosnowieckiej Stali, z którą w 1954 r. awansował do I ligi. W barwach Stali w I lidze zadebiutował 20 marca 1955 r. w meczu Stal Sosnowiec – Górnik Radlin (wynik 4:0). Jego występ skutkował zdobyciem historycznego dla Stali - pierwszego gola w I lidze. Był to gol zdobyty w 27 minucie meczu na 1:0. W 1955 r. zdobył wicemistrzostwo Polski, pierwsze w historii sosnowieckiego klubu. 21 października 1956 r. w meczu Stal Sosnowiec - Gwardia Bydgoszcz (wynik 1:1) był autorem pierwszej bramki na Stadionie Ludowym czyli nowym stadionie sosnowieckiej drużyny. Rok później znów był autorem kolejnej historycznej bramki. 17 marca 1957 r. mecz Pucharu Polski pomiędzy Kolejarzem Warszawa a Stalą Sosnowiec był pierwszym meczem klubu z Sosnowca, jaki był transmitowany w telewizji. Wówczas w 23 minucie Uznański zdobył zwycięskiego gola.
W 1958 r. spadł ze Stalą do II ligi, jednak rok później wraz z drużyną świętował powrót do I ligi. W 1962 r. pod szyldem GKS Zagłębie (nowa nazwa Stali Sosnowiec) zdobył Puchar Polski. Sukces ten pozwolił na start w europejskich rozgrywkach Pucharu Zdobywców Pucharów (PZP). W 1963 r. ponownie zdobył z Zagłębiem Puchar Polski i zagrał w PZP. W lidze trzykrotnie wywalczył brązowy medal - 1962, 1963, 1965 oraz kolejne wicemistrzostwo Polski w 1964 r. W sezonie 1964/1965 22 listopada 1964 r. w meczu Polonia Bytom – Zagłębie Sosnowiec (wynik 1:2) zagrał po raz ostatni, kończąc karierę.

### Europejskie puchary

#### Puchar Zdobywców Pucharów
Dzięki dwukrotnemu zdobyciu przez Zagłębie Uznański miał możliwość występów w rozgrywkach Pucharu Zdobywców Pucharów. Debiut przypadł na mecz z węgierskim Ujpestem Dozsa Budapeszt. Niestety zakończył się wysoką porażką sosnowiczan. W drugiej edycji Uznański z drużyną miał okazję zmierzyć się z greckim Olympiakosem Pireus. Łącznie zagrał w 3 meczach.
| l.p. | Data             | Miejsce   | Gospodarz          | Przeciwnik         | Rezultat | Rozgrywki | Grał | Uwagi |
| ---- | ---------------- | --------- | ------------------ | ------------------ | -------- | --------- | ---- | ----- |
| 1.   | 12 września 1962 | Budapeszt | Újpest FC          | Zagłębie Sosnowiec | 5:0      | PZP       | 90'  |       |
| 2.   | 26 września 1962 | Sosnowiec | Zagłębie Sosnowiec | Újpest FC          | 0:0      | PZP       | 90'  |       |
| 3.   | 25 września 1963 | Ateny     | Olympiakos SFP     | Zagłębie Sosnowiec | 2:1      | PZP       | 90'  |       |

#### Puchar Intertoto
W letnich rozgrywkach Pucharu Intertoto debiutował 23 czerwca 1963 r. w wyjazdowym meczu ze wschodnioniemieckim Motorem Jena (wynik 0:2). Był zmiennikiem Zbigniewa Mygi.
| l.p. | Data            | Miejsce | Gospodarz  | Przeciwnik         | Rezultat | Rozgrywki | Grał | Uwagi |
| ---- | --------------- | ------- | ---------- | ------------------ | -------- | --------- | ---- | ----- |
| 1.   | 23 czerwca 1963 | Jena    | Motor Jena | Zagłębie Sosnowiec | 2:0      | PI        | ?'   |       |

### Statystyki piłkarskie
W I lidze rozegrał 218 meczów i zdobył 52 bramki jako zawodnik dwóch klubów:
- OWKS Kraków – 29 meczów, 10 bramek
- Stali i Zagłębia Sosnowiec – 189 meczów, 42 bramki

| Sezon     | Klub               | Liga          | Mecze | Gole | Uwagi                   |
| --------- | ------------------ | ------------- | ----- | ---- | ----------------------- |
| 1950      | Stal Sosnowiec     | II liga       | 3     | 0    |                         |
| 1951      | Stal Sosnowiec     | II liga       | ?     | 0    |                         |
| 1952      | OWKS Kraków        | I liga        | 7     | 4    |                         |
| 1953      | OWKS Kraków        | I liga        | 22    | 6    | wicemistrz Polski       |
| 1953/1954 | Stal Sosnowiec     | Puchar Polski | ?     | 2    | półfinał                |
| 1954      | Stal Sosnowiec     | II liga       | 20    | 9    | awans do I ligi         |
| 1955      | Stal Sosnowiec     | I liga        | 22    | 9    | wicemistrz Polski       |
| 1955/1956 | Stal Sosnowiec     | Puchar Polski | 1     | 0    |                         |
| 1956      | Stal Sosnowiec     | I liga        | 21    | 5    |                         |
| 1956/1957 | Stal Sosnowiec     | Puchar Polski | 3     | 2    | ćwierćfinał             |
| 1957      | Stal Sosnowiec     | I liga        | 20    | 6    |                         |
| 1958      | Stal Sosnowiec     | I liga        | 22    | 3    | spadek do II ligi       |
| 1959      | Stal Sosnowiec     | II ligi       | 22    | 10   | awans do I ligi         |
| 1960      | Stal Sosnowiec     | I liga        | 22    | 6    |                         |
| 1961      | Stal Sosnowiec     | I liga        | 26    | 7    |                         |
| 1962      | Zagłębie Sosnowiec | I liga        | 14    | 1    | brązowy medal MP        |
| 1962      | Zagłębie Sosnowiec | Puchar Polski | 5     | 1    | zdobycie Pucharu Polski |
| 1962/1963 | Zagłębie Sosnowiec | PZP           | 2     | 0    |                         |
| 1962/1963 | Zagłębie Sosnowiec | I liga        | 21    | 3    | brązowy medal MP        |
| 1962/1963 | Zagłębie Sosnowiec | Puchar Polski | 5     | 1    | zdobycie Pucharu Polski |
| 1963/1964 | Zagłębie Sosnowiec | PI            | 1     | 0    |                         |
| 1963/1964 | Zagłębie Sosnowiec | PZP           | 1     | 0    |                         |
| 1963/1964 | Zagłębie Sosnowiec | I liga        | 16    | 2    | wicemistrz Polski       |
| 1963/1964 | Zagłębie Sosnowiec | Puchar Polski | 2     | 0    | ćwierćfinał             |
| 1964/1965 | Zagłębie Sosnowiec | I liga        | 5     | 0    | brązowy medal MP        |
|           | suma               | II liga       | ?     | ?    |                         |
|           | suma               | I liga        | 218   | 52   |                         |
|           | suma               | Puchar Polski | ?     | ?    |                         |
|           | suma               | PZP           | 3     | 0    |                         |
|           | suma               | PI            | 1     | 0    |                         |

## Kariera trenerska
Po zakończeniu kariery piłkarskiej pozostał w Zagłębiu poświęcając się szkoleniu młodzieży. W sezonie 1972/1973 r. był asystentem trenera Zagłębia Sosnowiec Antoniego Brzeżańczyka. Od 18 kolejki wraz z Janem Liberdą został trenerem pierwszej drużyny. Ten stan utrzymywał się przez 12 meczów. Duet trenerski uchronił Zagłębie przed spadkiem - drużyna zajęła 10. miejsce

## Kariera reprezentacyjna
W reprezentacji wystąpił w 3 meczach towarzyskich. Zadebiutował 15 lipca 1956 w wyjazdowym meczu z Węgrami.
| l.p. | Data                 | Miejsce   | Gospodarz | Przeciwnik | Rezultat | Rozgrywki  | Grał | Uwagi | Zawodnik klubu |
| ---- | -------------------- | --------- | --------- | ---------- | -------- | ---------- | ---- | ----- | -------------- |
| 1.   | 15 lipca 1956        | Budapeszt | Węgry     | Polska     | 1:4      | towarzyski | 90'  |       | Stal Sosnowiec |
| 2.   | 22 lipca 1956        | Chorzów   | Polska    | NRD        | 0:2      | towarzyski | 90'  |       | Stal Sosnowiec |
| 3.   | 28 października 1956 | Warszawa  | Polska    | Norwegia   | 5:3      | towarzyski | 20'  |       | Stal Sosnowiec |

## Sukcesy
- Wicemistrzostwo Polski 1953 z OWKS Kraków oraz 1955 i 1964 ze Stalą i Zagłębiem Sosnowiec
- Brązowy medal mistrzostw Polski 1962, 1963, 1965 z Zagłębiem Sosnowiec
- Puchar Polski 1962 i 1963 z Zagłębiem Sosnowiec

## Kariera hokejowa
W swojej karierze rozegrał również jedno spotkanie w III lidze hokeja na lodzie.
Czesław Uznański zmarł 19 marca 2014 r. w Sosnowcu. Spoczął na cmentarzu parafii Wniebowzięcia Najświętszej Marii Panny przy ul. Smutnej.

## Upamiętnienia
W 2015 r. Rada Miejska w Sosnowcu w drodze uchwały nazwała jego imieniem rondo na skrzyżowaniu ulic Marszałka Józefa Piłsudskiego ze Starą i aleją Józefa Mireckiego w Starym Sosnowcu.